# Шакуров Рашит Закірович
Рашит Закірович Шакуров (башк. Шәкүров Рәшит Закир улы; псевдонім — Рашит Шакур, башк. Рәшит Шәкүр; 11 січня 1937, п. Новоабдрахманово, Альшеєвський район, БАССР, зараз — Стерлітамацький район РБ — 23 червня 2024) — башкирський вчений-філолог, топоніміст, поет і публіцист. Доктор філологічних наук (1998), професор (2012), Заслужений діяч науки Республіки Башкортостан (1997), заслужений працівник культури БАССР (1988), відмінник освіти РБ (1997), академік Міжнародної тюркської академії (1997), Міжнародної академії інформатизації (1997). Член Спілки журналістів (1961), Спілки письменників (1979), голова Башкирського народного центру «Урал» (1989—1991). Кавалер Ордена Салавата Юлаєва (2007). Почесний громадянин міста Уфи (2018).

## Біографія
Рашит Шакур народився 11 січня 1937 року в селі Ново-Абдрахманово Альшеєвського (нині Стерлітамацького) району Башкортостану.
Після закінчення семирічної школи і в 1956 році Жовтневого нафтового технікуму, працював в НГДУ «Альметьєвськнафта». Потім служив у армії.
У 1965 році закінчує філологічний факультет Башкирського державного університету.
У 1965—1969 рр. працював співробітником, завідувачем відділу редакції газети «Совет Башкортостаны».
У 1969—1972 рр. навчався в аспірантурі Інституту мовознавства АН СРСР, а в 1979 році захистив кандидатську дисертацію «Топонімія басейну річки Дьоми».
З 1972 року по 1993 рр. з перервою був науковим співробітником Інституту історії, мови і літератури Уфимського наукового центру РАН.
У 1977—1983 рр. був завідувачем відділу журналу «Агидель». З 1977 року літературний консультант Спілки письменників республіки, потім став членом її правління.
З 1992 року завідував відділом Башкирської енциклопедії ІІМЛ БНЦ РАН. У 1993—1995 рр. був завідувачем відділу літератури, фольклору та мовознавства Головної редакції Башкирської енциклопедії АН РБ.
З 1995 року є директором Наукового видавництва «Башкирська енциклопедія».
З березня 1998 року — заступник головного редактора журналу «Ватандаш». В 1998 році захистив докторську дисертацію на тему «Історико-стратиграфічне і ареальне дослідження башкирської топонімії Південного Уралу і Предуралля».
У 1998—2012 рр. працював професором кафедри башкирської мови Башкирського державного педагогічного університету імені М. Акмулли.

## Наукова діяльність
У 1973 і 1986 роках керував топонімічною, діалектологічною та археографічною експедицією, а в 1981 і 1983 роках брав участь у фольклорній експедиції по Башкортостану, а також по Курганській області.
Укладач топонімічних словників, зокрема «Словника топонімів Башкирської АРСР» (1980). Є членом Головної редакції 6-томного видання «Історія башкирської літератури» («Башҡорт әҙәбиәте тарихы», 1990—1996). Автор 7 монографій з історії башкирської літератури, башкирського фольклору і топонімії Південного Уралу, науково-популярних книг і брошур. Обґрунтував концепцію багатотомної універсальної «Башкирської енциклопедії» (1996).
Є автором понад 370 наукових публікацій. Наукові дослідження присвячені проблемам башкирського мовознавства, літературознавства, фольклористики, топоніміки, діалектології.

## Творчість
Перша збірка віршів під назвою «Сонце в моєму серці» («Йөрәгемдә — ҡояш») була видана в 1970 році.
Книга «Зірка поезії» (1981) присвячена життю і творчості Міфтахетдіна Акмулли. У книгах «Заповідь століть» («Быуаттар аманаты», 2002), «Витоки духовності» (2009) розробляються багато аспектів духовної культури Башкортостану.
У книзі «Знамениті башкири» («Арҙаҡлы башҡорттар», 1998) були представлені нариси про життя і творчість башкирських державних і громадських діячів, письменників, вчених. А в книгу «Країна співочих журавлів» («Сыңрау торналар мулі», 1996) включені нариси і статті про башкирський фольклор, народні музичні інструменти, народних співаків і музикантів. Також професором записані варіанти епосів «Заятуляк і Хиухилу», «Кунгир-бугу» та інших.
Є автором збірок віршів та казок «Гори мої, степи мої» («Тауҙарым, далаларым», 1982), «Малин-місто» («Малин-ҡала», 1997), поетичної збірки «Іду крізь століття» («Заманалар юлында», 1988) та ін. Поезія вийшла у восьми збірках, вірші перекладено російською, українською, казахською, турецькою, чуваською, болгарською, німецькою мовами. Активно працює в жанрі публіцистики і нарису.
У співавторстві з Р. Т. Бікбаєвим створив текст Державного гімну Башкортостану.

## Нагороди та премії
- перший лауреат премії імені Мифтахетдина Акмуллы (1989) — за книгу «Зірка поезії» (Мифтахетдин Акмулла. Життя. Творчість. Світогляд) і «Іду крізь століття».
- лауреат премії імені Рамі Гаріпова (1996).
- лауреат премії імені Зайнаб Біішевої (2012).
- лауреат Державної премії РБ імені Салавата Юлаєва[ru] (2012) — за книгу «Соколи літають високо» («Ыласындар оса бейектә»).
- володар гранту Російського фонду фундаментальних досліджень (2011).
- лауреат громадської премії Всесвітнього курултаю (конгресу) башкирів (2011) — «За видатний внесок у розвиток матеріальної і духовної культури башкирського народу».
- нагороджений орденом Салавата Юлаєва (2007) — «За високі творчі досягнення в галузі літератури»[2].
- Почесний громадянин міста Уфи (2018)[3].